# Herbert Léonard
Pour les articles homonymes, voir Léonard.
Cet article possède un paronyme, voir Herbert Leonhardt.
Herbert Léonard, né le 25 février 1945 à Strasbourg (Bas-Rhin) et mort le 2 mars 2025 à Fontainebleau (Seine-et-Marne), est un chanteur, auteur et occasionnellement acteur français.
Il mène une carrière musicale à partir des années 1960, avec parmi ses succès populaires les chansons : Quelque chose tient mon coeur, Pour le plaisir, Puissance et gloire, Quand tu m'aimes, Laissez-nous rêver, Navarro Blues, Sur des musiques érotiques, ainsi que Amoureux fous qu'il interprète en duo avec Julie Pietri.
Il a effectué de nombreuses tournées en France et à l’étranger, dont Âge tendre entre 2008 et 2020.

## Biographie

### Famille
Hubert Antoine Lœnhardt naît le 25 février 1945 à Strasbourg,, dans une famille modeste, d'un père éboueur et d'une mère au foyer. Il a une sœur de 10 ans son aînée, qui meurt prématurément d'un cancer à l'âge de 36 ans.

### Carrière musicale

#### Débuts: 1964-1966
À 16 ans, Herbert Léonard quitte son collège et apprend à jouer de la guitare. Avec plusieurs copains, il forme un groupe de rock Les Jets, en référence au film West Side Story. Le groupe répète et travaille le répertoire durant deux ans, invite le chanteur Michel Ragot à se joindre à eux. Après avoir joué les samedis soir dans des bals des environs de Strasbourg, ils participent en 1964 à une soirée rock sur le tremplin du Golf-Drouot à Paris. La même année, Herbert Léonard doit quitter Les Jets pour effectuer son service militaire.
En 1966, il rencontre le groupe Les Lionceaux, lors d'un gala pendant leur passage à Strasbourg, et l'intègre en tant que guitariste rythmique. La même année, le groupe fait une tournée et se produit dans toute la France en terminant par un passage à l'Olympia. Après la séparation du groupe fin 1966, Alain Hattat, guitare solo, et Bob Mathieu, batterie, (les ex-leaders des Lionceaux) invitent Herbert Léonard à venir à Paris pour travailler sur des séances d'enregistrement. Sur place, Alain Hattat le présente comme chanteur au directeur artistique Lee Halliday, pour le label duquel il signe un contrat de sept ans.

#### Premiers titres: 1967-1977
Le premier single d'Herbert Léonard sort en 1967. Malgré sa diffusion sur de grandes radios nationales, le disque est un échec commercial. Durant cette année, l'artiste participe à la tournée d'Antoine en tant que guitariste, puis enregistre la version française de Somebody to Love des Jefferson Airplane, un single vendu à 70 000 exemplaires.
En 1968, sort son troisième disque solo et le tube Quelque chose tient mon cœur. L’année suivante, il participe à la tournée de Sylvie Vartan en première partie et enregistre son quatrième disque dans la foulée.
En mars 1970, un grave accident de voiture met sa carrière en suspens. Au terme de ses six mois de convalescence, Gérard Manset devient son nouvel agent artistique. Un album sort en 1971 qui ne rencontre toujours pas de succès. Après une tournée au Japon avec Sylvie Vartan et un dernier gala à l'Olympia, il met en  pause le métier de chanteur. En 1971, Il fait partie d'un groupe de musique nommé L'Alliance, avec Michèle Torr, Serge Prisset et Bélinda. Le quatuor sort un 45 tours, Bye Bye l’amour, et poursuit sa collaboration une année avant de se séparer. En janvier 1973 paraît le single Sous le ciel de feu (enregistré en 1968), générique de Docteur Caraïbes, à l'occasion de la diffusion de la série sur la Deuxième chaîne de l'ORTF. En 1977, paraît un album de seize titres partagé avec Alain Bashung et comprenant huit succès d'Herbert Léonard.

#### Succès: 1980-1989
En 1980, la parolière Vline Buggy découvre un jeune compositeur de talent, Julien Lepers, et contacte Herbert Léonard. Persuadée de l’alchimie qui va se réaliser entre le chanteur et ces compositions, elle devient sa productrice. Le single Pour le plaisir connaît un grand succès et devient disque de platine avec plus de 1 400 000 copies vendues. En 1983, il enregistre l’album Ça donne envie d’aimer, puis le single Amoureux fous, interprété en compagnie de Julie Pietri. Leur duo romantique devient l'un des tubes de l'été 1983 (400 000 ventes) qui les amène à partir en tournée à travers la France l'année suivante. La réalisation d'un album en commun est envisagée, mais la chanteuse préfère renoncer afin d'interpréter des textes plus personnels. La même année, il enregistre un autre duo, Tendrement, avec la chanteuse Nathalie Lermitte. En 1985, sort le tube Puissance et gloire, générique de la série télévisée Châteauvallon composé par Vladimir Cosma, et Flagrant délit composé par Julien Lepers, qui devient numéro un au Québec. En 1987, Herbert Léonard sort l'album Laissez-nous rêver dont les quatre singles se classent au Top 50 : Quand tu m'aimes (no 3), Sur des musiques érotiques (no 25), Tu ne pourras plus jamais m'oublier (no 13) et Laissez-nous rêver (no 19). En 1988, paraît un album enregistré en live à l'Olympia.
En 1989, Herbert Léonard chante le générique de la série policière de TF1 Navarro. Dans les premiers épisodes, le générique Navarro Blues est interprété par Zabu mais à la suite d'un différend entre le chanteur et la maison de production de la série, la chanson est interprétée jusqu'à la fin de la série par Herbert Léonard. Celui-ci jouera même dans un épisode en 2005.

#### Albums et comédie musicale: 1990-2005
Après cinq albums produits dans les années 1990, Herbert Léonard renoue avec le succès en 2001 avec la sortie de Génériquement vôtre. Dans cet album, il revisite plusieurs standards de séries télévisées, dont L'Amour en héritage, Puissance et gloire et Terre Indigo. La même année, il reprend le rôle de Frollo dans la comédie musicale Notre-Dame de Paris. En 2002, il enregistre l'album Aimer une femme et fait appel à Julie Pietri pour chanter en duo : sur les titres Orient Express, sorti en single l'année suivante, et Sur tes lèvres.

#### Tournées: 2008-2020
En 2008, il participe à la tournée des idoles Âge tendre puis, en 2010, à celle intitulée Âge tendre et Têtes de bois.

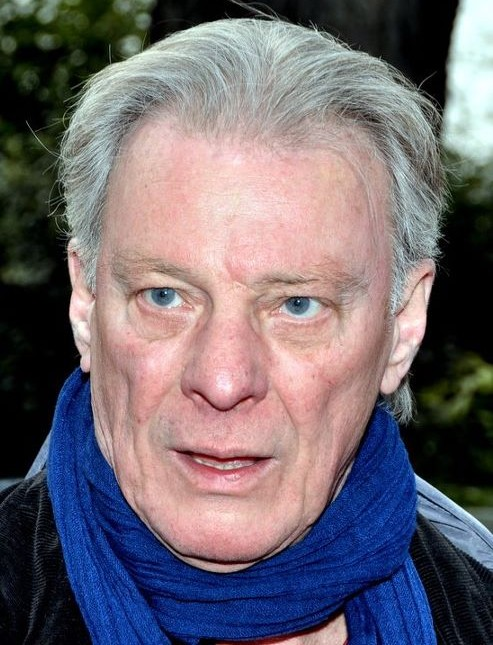
Herbert Léonard à l'enregistrement de Vivement dimanche en 2012.

En 2013, il effectue une tournée d'un mois au Canada dans la province de Québec, puis participe à la huitième saison de la tournée Âge tendre. Le 31 mars 2014, il publie l'opus Demi-Tour . En 2015, avec Bernard Sauvat, il chante au Madagascar. En 2016, sort l'album Mise à jour. Une tournée prévue au Québec est annulée en raison de l'hospitalisation lourde du chanteur à la suite d'une embolie pulmonaire en juin 2017. Le 17 juin 2017, il est placé en coma artificiel dont il se réveillera le 20 juillet. Après cette mauvaise passe, en ayant récupéré lentement, il effectue son retour sur scène en participant à la croisière Âge tendre, du 4 au 11 novembre 2017.
De janvier à avril 2020, il participe à nouveau à la tournée Âge tendre, la tournée des idoles.

### Autres activités
Durant les années 1970, il devient pigiste, puis rédacteur pour le magazine spécialisé Aviation Magazine, dans lequel il s'occupe notamment de l’aviation soviétique durant la Seconde Guerre mondiale. Il est l'auteur de plusieurs livres spécialisés sur l'aviation militaire soviétique de la première moitié du XXe siècle et de la guerre de Corée, ainsi que sur divers avions allemands,.
Le 12 octobre 2010, il publie sa biographie, Pour le plaisir et pour le reste.
Il est aussi passionné de football et il a fait partie de l'équipe des « Globe Trotters ». Il se déclare supporter de l'Olympique de Marseille.

### Vie privée
Le 1er octobre 1967, Herbert Léonard rencontre la chanteuse Cléo (du duo « Cédric & Cléo »). Il l'épouse le 2 octobre 2004. Ils ont une fille, Éléa, née le  29 octobre 1973 et trois petits-enfants. Avec son père, elle a enregistré le duo Veux-tu me dire sur un album sorti en 2002, Aimer une femme.
Les 35 dernières années de sa vie, il réside à Barbizon en Seine-et-Marne.

### Mort
Atteint d'un cancer du poumon, Herbert Léonard meurt le 2 mars 2025 à l'hôpital de Fontainebleau, à l'âge de 80 ans,. Ses obsèques ont lieu dans l'intimité le 12 mars au crématorium de Saint-Fargeau-Ponthierry, où il est incinéré, en présence de certains de ses amis dont Julien Lepers.

## Discographie

### Titres en solo
- Sous le ciel de feu (1973) : générique de fin du feuilleton Docteur Caraïbes (paroles : Vline Buggy, musique : Jack Arel)
- Puissance et gloire (1985) : générique du feuilleton Chateauvallon (paroles : Vline Buggy, musique : Vladimir Cosma)

### Albums de 1967 à 1977
- Si je ne t'aimais qu'un peu (1967)
- Quelque chose tient mon cœur (1968)
- Tel quel (1969)
- Trois pas dans le silence (1971)
- 16 grands succès (1977). Cette compilation de Barclay a la particularité de réunir deux artistes différents. En effet, on retrouve sur la face A Alain Bashung avec son album Roman-Photos (huit titres), et Herbert Léonard sur la face B avec huit titres également.

## Filmographie
- 1969 : L'Homme qui venait du Cher, téléfilm de Pierre Desfons : le baron
- 1982 : Une journée à Nice (presque) comme les autres, téléfilm de Jacques Ordines : le chanteur
- 2005 : Navarro (saison 17, épisode 5 : La mort un dimanche de José Pinheiro) : Vincent Benarmard
- 2008 : La Personne aux deux personnes, film de Nicolas et Bruno : lui-même
- 2018 : Les Dents, pipi et au lit, film d'Emmanuel Gillibert : lui-même

## Publications

### Autobiographie
- Herbert Léonard, Pour le plaisir… et pour le reste, Paris, Florent Massot, 2010, 240 p. (ISBN 978-2-916546-70-4, présentation en ligne)

### Études et documents sur l'aviation
- Les Avions de chasse Polikarpov. Paris : « Ouest-France », 1981, 32 p. (guides-couleurs. Aviation)  (ISBN 2-85882-322-7).
- Les Avions de chasse russes et soviétiques, 1915-1950. Bayeux : Heimdal, 1995, 479 p. (album mémorial et historique)  (ISBN 2-84048-086-7).
- Herbert Léonard, Bombardiers en piqué soviétiques dans les années 1930 et 1940, Paris, e-dite, 2011, 372 p. (ISBN 978-2-84608-288-4, présentation en ligne).
- Les Chasseurs Polikarpov : histoire de tous les concepts de chasseurs monomoteurs imaginés, étudiés, projetés et conçus par N. N. Polikarpov. Clichy : Larivière, 2004, 358 p. (Docavia ; 48)  (ISBN 2-914205-07-4).
- Les Chtourmovik / en collab. avec Gérard Gorokhoff. Clichy : Larivière, 1999, 256 p. (Docavia)  (ISBN 2-907051-26-1).
- Encyclopédie des chasseurs soviétiques, 1939-1951 : les chasseurs monomoteurs à piston et à propulsion mixte : études, projets, prototypes, séries et dérivés. Paris : Histoire & collections, 2005, 208 p.  (ISBN 2-915239-59-2).
- Junkers Ju-87 : de 1936 à 1945 / ill. André Jouineau. Paris : Histoire et collections, 2003, 82 p. (Avions et pilotes ; 4)  (ISBN 2-913903-52-5).
- Les Stukas. Bayeux : éd. Heimdal, 1997, 196 p. (album historique). La couverture porte en plus : « Les avions allemands d'attaque au sol, 1933-1945 »  (ISBN 2-84048-100-6).
- Tupolev : les Tu-2, Tu-6, Tu-8, Tu-10, Tu-12 et les prototypes dérivés. Bayeux : éd. Heimdal, 1998, 112 p. (album historique). Titre de couverture : « Le Toupolev » (plus « Tupolev » en russe)  (ISBN 2-84048-116-2).
- Stukas ! Les bombardiers en piqué de la Luftwaffe. Aix-en-Provence : éd. Caraktère, 2021, 216 p.  (ISBN 978-2-916403-41-0).

### Traductions des ouvrages de l'auteur
- (en) Chronological encyclopaedia of Soviet single-engined fighters, 1939-1951 : piston-engines or mixed power-plants : studies, projects, prototypes series and variants / Herbert Léonard ; translated from the French by Alan McKay. Paris : Histoire & collections, 2005, 208 p. Trad. de : Encyclopédie des chasseurs soviétiques, 1939-1951  (ISBN 2-915239-60-6).
- (en) The Junkers JU-87 : from 1936 to 1945 / ill. André Jouineau ; transl. from the French by Alan McKay. Paris : Histoire & collections, 2003, 82 p. Planes and pilots ; 4  (ISBN 2-913903-53-3)

## Dans la culture populaire
En 2006, au début du film Dikkenek, Florence Foresti tente de faire un portrait-robot de l'agresseur de Jérémie Renier, à l'aide de différents LP, dont la chanson Pour le plaisir.
En 2018, il fait une apparition comme un clin d'œil dans le film Les Dents, pipi et au lit d'Emmanuel Gillibert où il joue son propre rôle et y interprète sa chanson Pour le plaisir.